# Йейл Юнивърсити Прес
„Йейл Юнивърсити Прес“ (на английски: Yale University Press) е университетското издателство на Йейлския университет в Ню Хейвън, Съединените щати.
Основано е през 1908 година и е включено в структурата на университета през 1961 година, запазвайки своята финансова и оперативна автономия. През 2020 година издава около 450 нови книги, поддържайки под печат около 5000 стари заглавия.